# Dianthus tlaratensis
Dianthus tlaratensis là loài thực vật có hoa thuộc họ Cẩm chướng. Loài này được Husseinov mô tả khoa học đầu tiên năm 1990.